# Konformní palivová nádrž

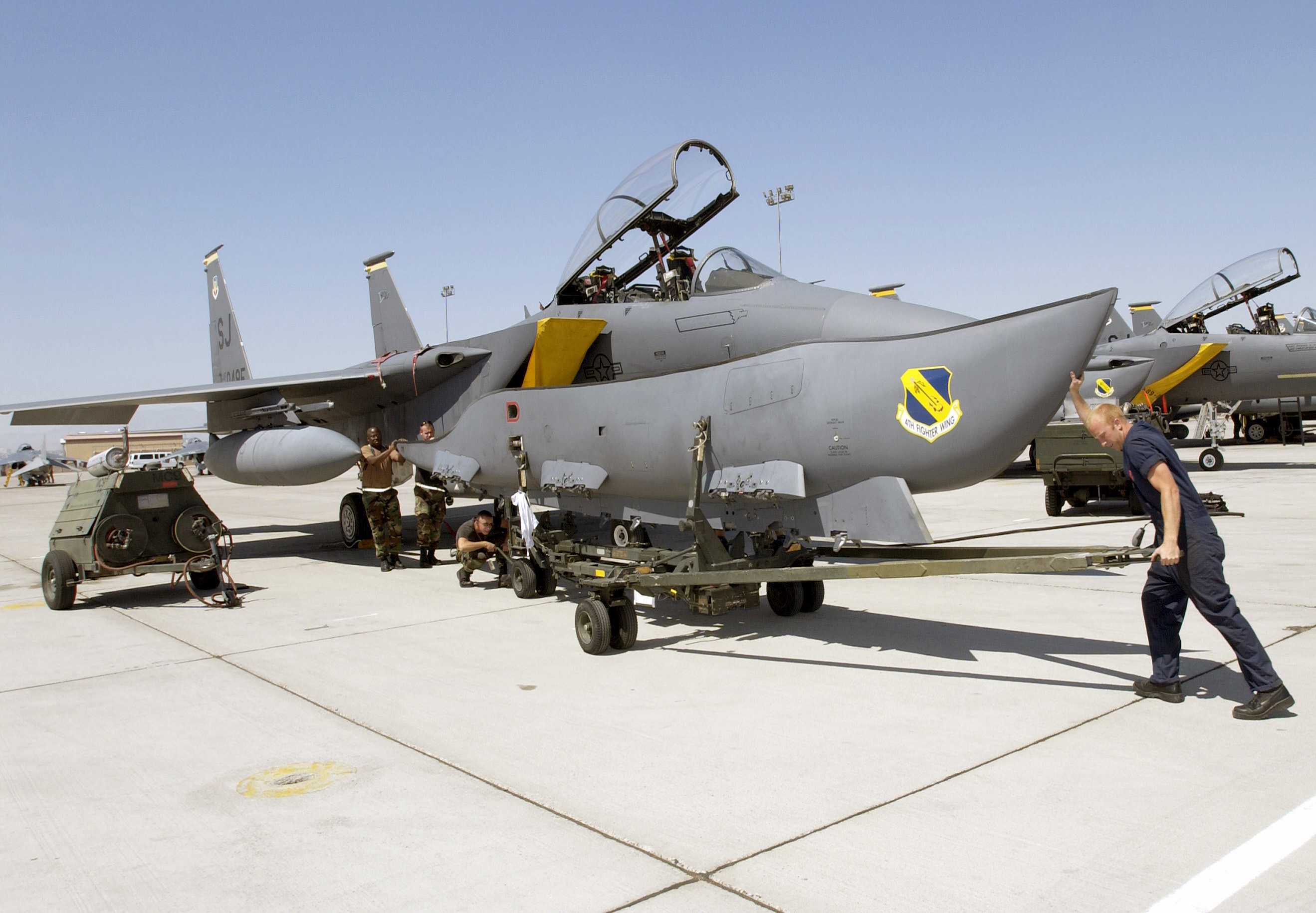
Konformní palivová nádrž sejmutá z letounu F-15E. Za povšimnutí také stojí, že CFT lze využít i jako místo pro upevnění dalších zbraňových závěsníků.

Konformní palivová nádrž je přídavná nádrž, která slouží ke zvýšení doletu letadla. Je také označována zkratkou CFT (Conformal Fuel Tank). Od odhoditelné přídavné nádrže se liší tím, že je navržena tak, aby těsně přiléhala k letounu. Není možné ji odhodit za letu. Ve srovnání s odhoditelnou nádrží by měla konformní palivová nádrž klást menší aerodynamický odpor, zároveň nezabírá místo výzbroji na zbraňovém závěsníku a neměla by tolik zvyšovat radarovou odrazovou plochu (RCS) letounu.
Mezi nevýhody konformních nádrží patří možnost oddělelní od letounu pouze na zemi. Mohou mít také mírný dopad na manévrovatelnost letounu tím, že omezí rozsah přetížení, které letoun s nimi může létat.
K použití konformních palivových nádrží došlo již za druhé světové války, kdy byly použity nádrže „slipper tank“ například na letounech Supermarine Spitfire nebo na letounech Bf 110 k nimž mohla být přidělána nádrž označovaná „dachshund“/„dackelbauch“.